# Скарчево
Скарчево (бел. Скарчава) — деревня в Барановичском районе Брестской области Белоруссии. Входит в состав Крошинского сельсовета. Население — 93 человека (2019).

## География
К востоку от деревни протекает Скарчевский канал, ответвление реки Щара.

## История
Ранее селение называлось Плебанская Слобода. Под этим названием деревня упоминается в 1889 году. 
В 1897 году в Столовичской волости Новогрудского уезда Минской губернии. С 1921 года в гмине Столовичи Барановичского повета Новогрудского воеводства Польши.
С 1939 года в составе БССР. С 15 января 1940 года в Городищенском районе Барановичской, с 8 января 1954 года Брестской областей, с 25 декабря 1962 года в Барановичском районе.
С конца июня 1941 года до июля 1944 года оккупирована немецко-фашистскими захватчиками. На фронтах войны погибли 5 односельчан.

## Население
| Численность населения (по переписи) | Численность населения (по переписи) | Численность населения (по переписи) | Численность населения (по переписи) | Численность населения (по переписи) | Численность населения (по переписи) | Численность населения (по переписи) | Численность населения (по переписи) |
| 1897                                | 1909                                | 1921                                | 1959                                | 1970                                | 1999                                | 2009                                | 2019                                |
| ----------------------------------- | ----------------------------------- | ----------------------------------- | ----------------------------------- | ----------------------------------- | ----------------------------------- | ----------------------------------- | ----------------------------------- |
| 954                                 | ↘740                                | ↘236                                | ↗287                                | ↗288                                | ↘158                                | ↘114                                | ↘93                                 |